# Potok Matarnicki
Potok Matarnicki – struga przepływająca w całości w granicach administracyjnych Gdańska przez osiedle - dzielnice Matarnia. Lewobrzeżny dopływ Strzyży.
Struga wypływa na wysokości 140 m n.p.m. na południowy zachód od tzw Góry Matemblewskiej w odległości ok. 500 m i na południe od skrzyżowania ulicy Złota Karczma, i ulicy mjr. M. Słabego. Następnie struga zasila jeden ze zbiorników retencyjnych w pobliżu centrum handlowego na Matarni i przepływa pod Trójmiejską Obwodnicą. Dalej potok płynie równolegle do Obwodnicy i wpada do "Zbiornika retencyjnego Kiełpinek", gdzie łączy się ze Strzyżą.